# Illes Canàries
Les illes Canàries (castellà: Islas Canarias) són un arxipèlag africà de vuit illes volcàniques de l'oceà Atlàntic, situades al nord-oest del continent africà, concretament davant les costes del Marroc i el Sàhara Occidental. Administrativament, s'han constituït com a comunitat autònoma d'Espanya amb el nom de les Canàries, una nacionalitat històrica segons el seu Estatut d'Autonomia, i una regió ultraperifèrica de la Unió Europea. Les illes Canàries són l'arxipèlag més extens i poblat de la regió de la Macaronèsia.
La capitalitat de les illes és compartida entre les ciutats de Santa Cruz de Tenerife i Las Palmas de Gran Canària, capitals respectivament de cadascuna de les províncies que formen l'arxipèlag canari, Las Palmas i Santa Cruz de Tenerife. El parlament de les Canàries es troba a Santa Cruz de Tenerife, mentre que la seu de la presidència del govern s'alterna entre totes dues ciutats per períodes legislatius. Tanmateix hi ha un equilibri entre les dues capitals en el repartiment de conselleries i institucions públiques.
Tradicionalment l'arxipèlag de les illes Canàries es considerava format per set illes habitades, però des del mes de juny de 2018 l'illa de La Graciosa s'afegeix a les altres illes habitades: Gran Canària, La Palma, Lanzarote, Fuerteventura, La Gomera, El Hierro i Tenerife.

## Toponímia
El primer document escrit amb una referència directa a les Canàries és de Plini el Vell que cita el viatge del rei de Mauritània Juba II a les illes el 40 aC i es refereix a elles per primera vegada com les Illes Afortunades, del llatí Fortunatae Insulae. En aquest document també hi apareix per primera vegada el terme «Canària», del llatí canis, gos, utilitzat, probablement per fer referència a l'illa de Gran Canària.
D'acord amb Plini, aquest nom va ser donat a l'illa en memòria dels dos grans mastins que els enviats de Juba hi van capturar i van portar a Mauritània (l'actual Marroc) i que són representats a l'actual escut de les Canàries. Altres teories modernes suggereixen que el nom prové del grup amazic canarii que vivia a la zona nord-occidental de l'Àfrica; de fet, Plini esmenta en un altre document als canarii, i encara que relaciona aquest terme amb els gossos, és probable que sigui una adaptació d'un terme amazic.

## Història

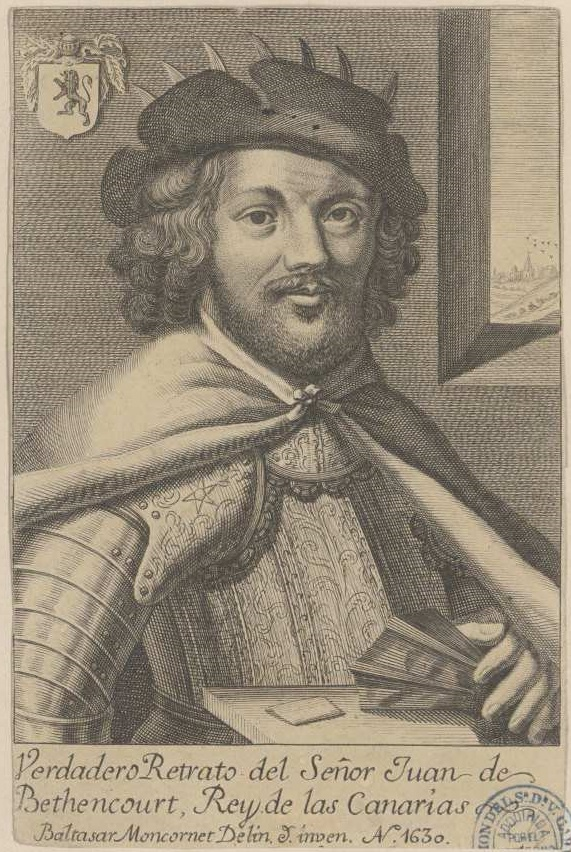
Jean de Bethencourt

Les illes Canàries eren habitades des d'abans de la conquesta europea pels guanxes. El terme «guanxe» era el gentilici dels habitants de l'illa de Tenerife, però després va ser usat per referir-se a tots els habitants originals de l'arxipèlag. Eren un poble relacionat amb els antics amazics del nord d'Àfrica. No es coneixen amb precisió els detalls de la colonització de les illes, encara que les teories més acceptades suggereixen que aquestes poblacions hi van ser portades pels fenicis o romans. Les principals activitats econòmiques d'aquests pobles eren el pasturatge, l'agricultura, la recol·lecció de fruits i la pesca a les costes.
Al segle xiv les illes van ser descobertes per les monarquies i els estats feudals europeus. S'hi van produir diverses visites de mallorquins, portuguesos i genovesos. El navegant genovès Lancelloto Malocello es va establir a l'illa de Lanzarote el 1312. Els mallorquins van establir una missió a les illes (a partir del viatge de Francesc Desvaler) amb un bisbat que va romandre des del 1350 fins al 1400 i del qual procedeixen algunes imatges de verges que eren venerades pels guanxes. Durant els següents cinquanta anys, amb el permís papal i el suport de la corona castellana, es van organitzar diverses expedicions a la recerca d'esclaus, pells i tints.
El 1402 es considera l'any del començament de la conquesta de les illes amb l'expedició a Lanzarote dels normands Jean de Bethencourt i Gadifer de la Salle, subjectes, tanmateix, al vassallatge de la corona de Castella i amb el suport de la Santa Seu. Atesa l'orografia, la manca d'interès comercial i la resistència dels nadius, la conquesta no va finalitzar fins al 1496, data en què es rendeixen els últims nadius de Tenerife, i les illes són incorporades a la corona de Castella. La conquesta de les illes Canàries, que va durar gairebé cent anys, van ser el precedent de la conquesta del Nou Món.

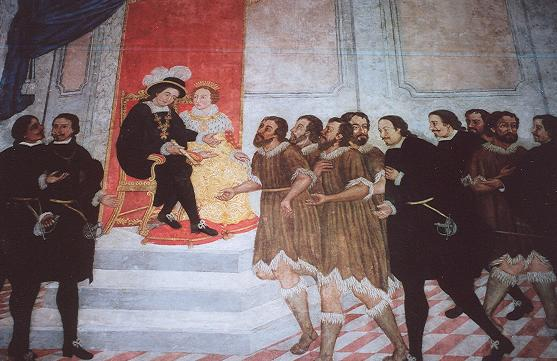
Alonso Fernández de Lugo presentant als Reis Catòlics els menceys (reis) captius de Tenerife

Tan bon punt fou conclosa la conquesta de les illes, s'hi va imposar un nou model econòmic basat en el monocultiu, al començament la canya de sucre. En aquesta època es van constituir les primeres institucions i els òrgans de govern. Amb el descobriment d'Amèrica i la posterior conquesta, les illes es van convertir en punt d'escala de les rutes comercials amb Amèrica, l'Àfrica i l'Índia –el port de Santa Cruz de la Palma va esdevenir un dels ports més importants de l'Imperi Espanyol– la qual cosa va ser acompanyada d'una gran prosperitat per a determinats sectors socials de les illes. Les crisis dels monocultius del segle xviii i la independència de les colònies americanes durant el segle xix hi van produir greus recessions econòmiques. Arran de les crisis econòmiques que va patir l'arxipèlag, es van produir grans onades d'emigració cap al continent americà.
Al començament del segle xx es va introduir a Canàries el nou monocultiu de plàtan, l'exportació del qual va ser controlada per companyies comercials com ara Fyffes. La rivalitat entre les elits de les ciutats de Santa Cruz i Las Palmas per la capitalitat de les illes va dur a la divisió de l'arxipèlag en dues províncies el 1927.
Després de la mort de Francisco Franco i la instauració del règim democràtic de monarquia parlamentària es va elaborar un Estatut d'Autonomia aprovat el 1982. Actualment Canàries és governat per un govern de coalició del Partit Socialista de Canàries-PSOE, Nueva Canarias, Unides Podem i l'Agrupació Socialista Gomera, deixant fora del govern a Coalició Canària després de 26 anys de mandat consecutiu.

## Geografia

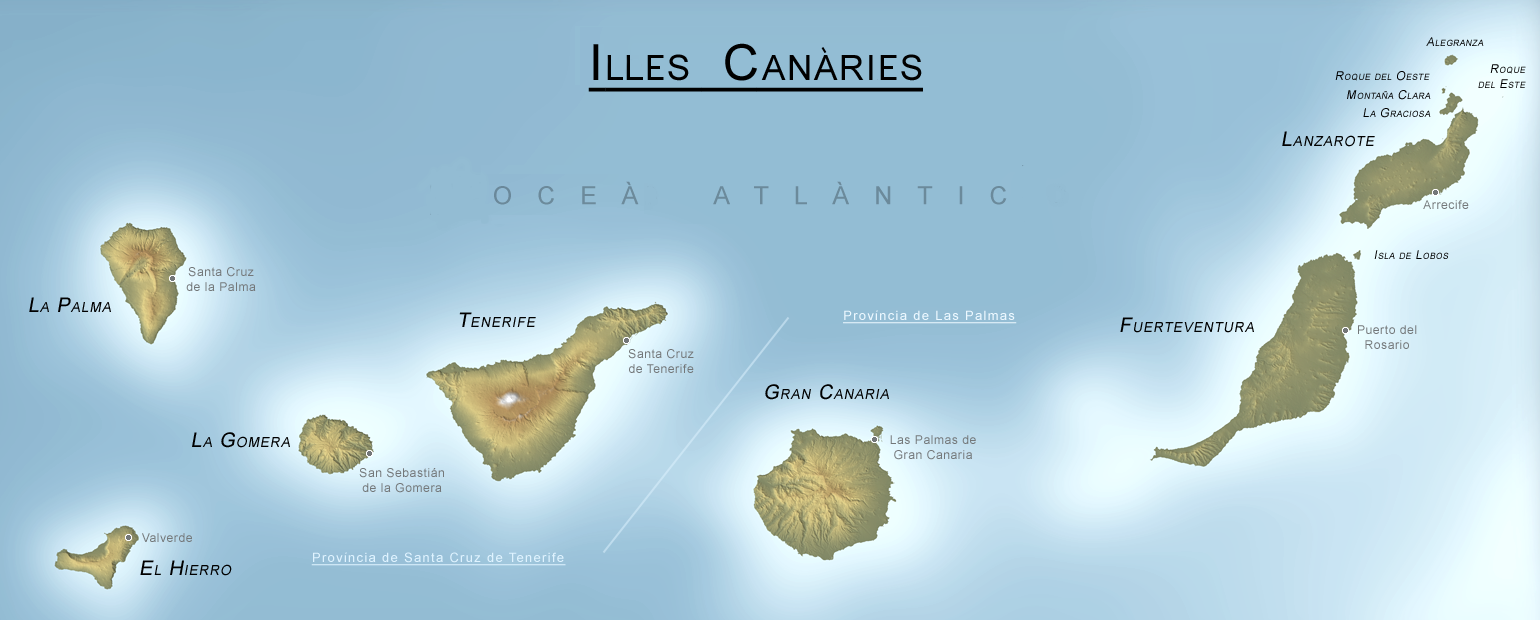
Mapa de les illes Canàries

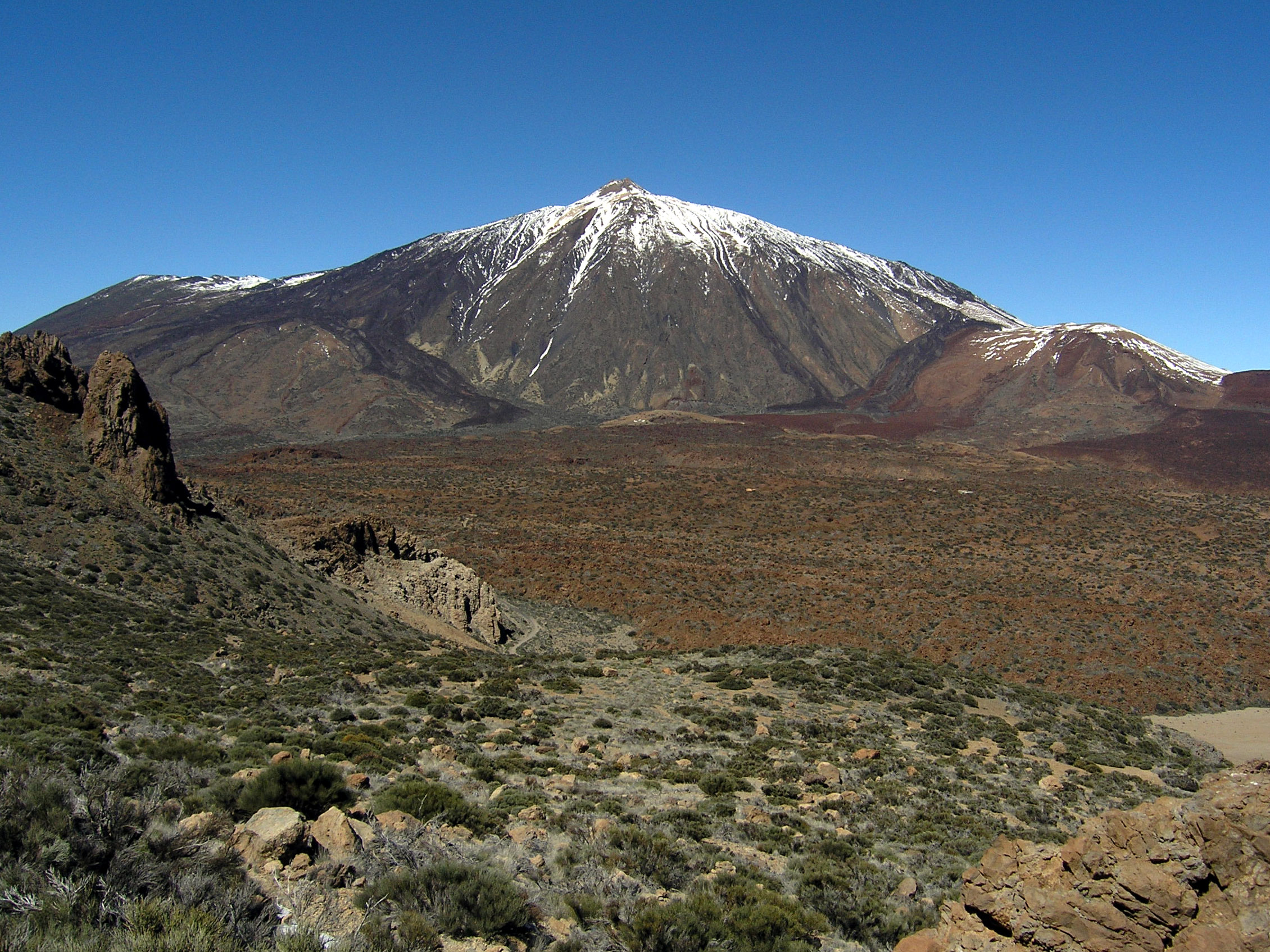
Volcà del Teide (Tenerife)

Les illes Canàries són un arxipèlag situat a l'oceà Atlàntic, al nord-oest de la costa de l'Àfrica. L'arxipèlag forma l'ecoregió macaronèsica juntament amb les Açores, Cap Verd, Madeira i les illes Salvatges. L'illa canària més propera al continent es troba a 108 km del nord-oest de la costa africana.
L'arxipèlag de les canàries està format per les següents illes:
- Tenerife (capital Santa Cruz de Tenerife);
- Gran Canària (capital Las Palmas de Gran Canària);
- Lanzarote (capital Arrecife), que conté l'Arxipèlag Chinijo, format per les illes: La Graciosa (habitada), Alegranza, Montaña Clara, Roque del Este i Roque del Oeste;[5]
  - Des de l'any 2018, a causa de la reforma del Estatut d'Autonomia de Canàries, La Graciosa va passar a ser reconeguda com a illa, tot i que continua a dependre del Cabildo de Lanzarote;
- La Palma (capital Santa Cruz de La Palma);
- La Gomera (capital San Sebastián de La Gomera);
- El Hierro (capital Valverde);
- Fuerteventura (capital Puerto del Rosario), i l'illa de Lobos;[6]

A més, també trobem muntanyes submarines, prolongacions natural del territori emergit de l'arxipèlag: Bimbache, Echo, The Paps, Drago, Tropic, Ico, Malpaso, Pelican, Tortuga i Infinito.
El volcà del Teide, a Tenerife, és la muntanya més alta d'Espanya, i el tercer volcà més gran del món.

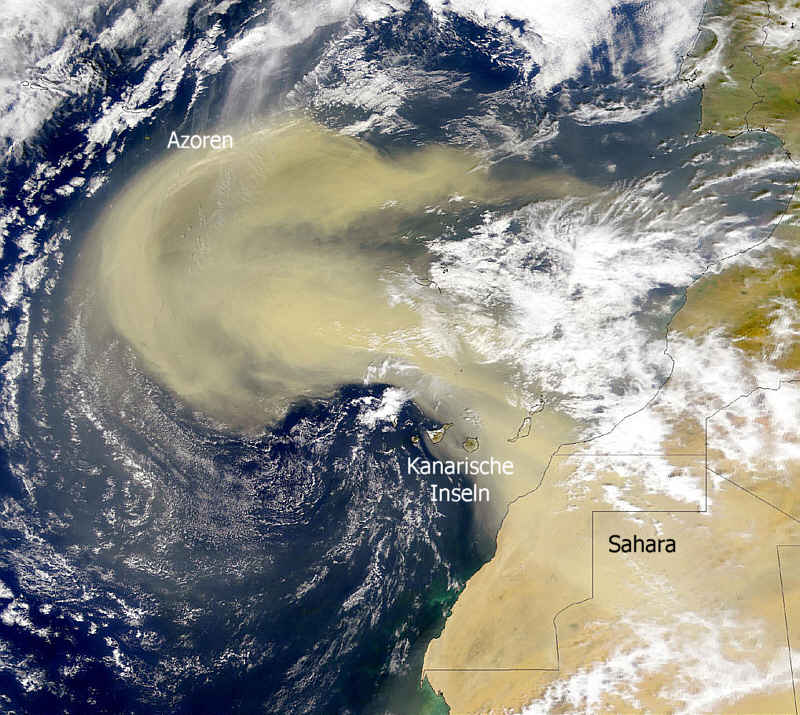
Canàries afectada per la pols en suspensió procedent del desert del Sàhara, fenomen conegut com calitja o pols en suspensió

### Clima
Segons la situació de les illes respecte als vents alisis, el clima hi pot ser temperat i humit o bé molt sec. En general, el clima és oceànic i tropical, amb temperatures suaus. Les precipitacions varien depenent de l'illa. A La Palma, les precipitacions anuals són majors que no pas a les illes occidentals. Així doncs, a les illes de Fuerteventura i Lanzarote el clima és més àrid o semidesèrtic. L'escassesa d'aigua ha dut a la instal·lació d'estacions de dessalinització per a abastir les àrees urbanes. La porositat del terreny atesa la naturalesa volcànica, dificulta l'aprofitament de l'aigua de la pluja en preses i embassaments, encara que se'n fa ús a la Gran Canària i La Gomera. A les illes occidentals s'aprofita l'aigua dels aqüífers subterranis. Atesa la presència de muntanyes a prop de les costes, les masses d'aire es condensen i formen un fenomen conegut com les masses de núvols, la qual cosa proveeix d'humitat per a la vegetació d'algunes zones.
Els vents bufen amb major freqüència del nord-est, vents que encara que no produeixen precipitacions, si porten humitat. Els vents del llevant sovint són acompanyats de xaloc o calitja; és a dir, pols en suspensió procedent del desert del Sàhara, de vegades amb una alta densitat.

### Medi ambient

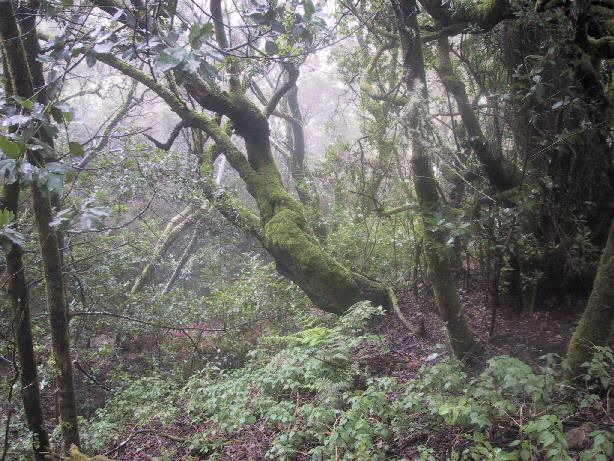
Bosc de laurisilva de Garajonay, a La Gomera

S'hi han conservat diverses espècies autòctones, com ara l'arbre conegut com a drago (Dracaena draco) i els boscos de laurisilva. Quatre dels tretze parcs nacionals espanyols estan a les Canàries, més que a cap altra comunitat autònoma:
- el Parc Nacional de la Caldera de Taburiente a La Palma,
- el Parc Nacional de Garajonay a La Gomera,
- el Parc Nacional del Teide a Tenerife,
- el Parc Nacional de Timanfaya a Lanzarote.

## Política i govern
El govern de Canàries està regulat per l'Estatut d'Autonomia de Canàries aprovat el 1982. Les illes es constitueixen com a comunitat autònoma, com a dret que la constitució espanyola atorga a les nacionalitats. Els poders de la comunitat autònoma de Canàries s'exerceixen a través del Parlament, el Govern i la Presidència de Canàries:

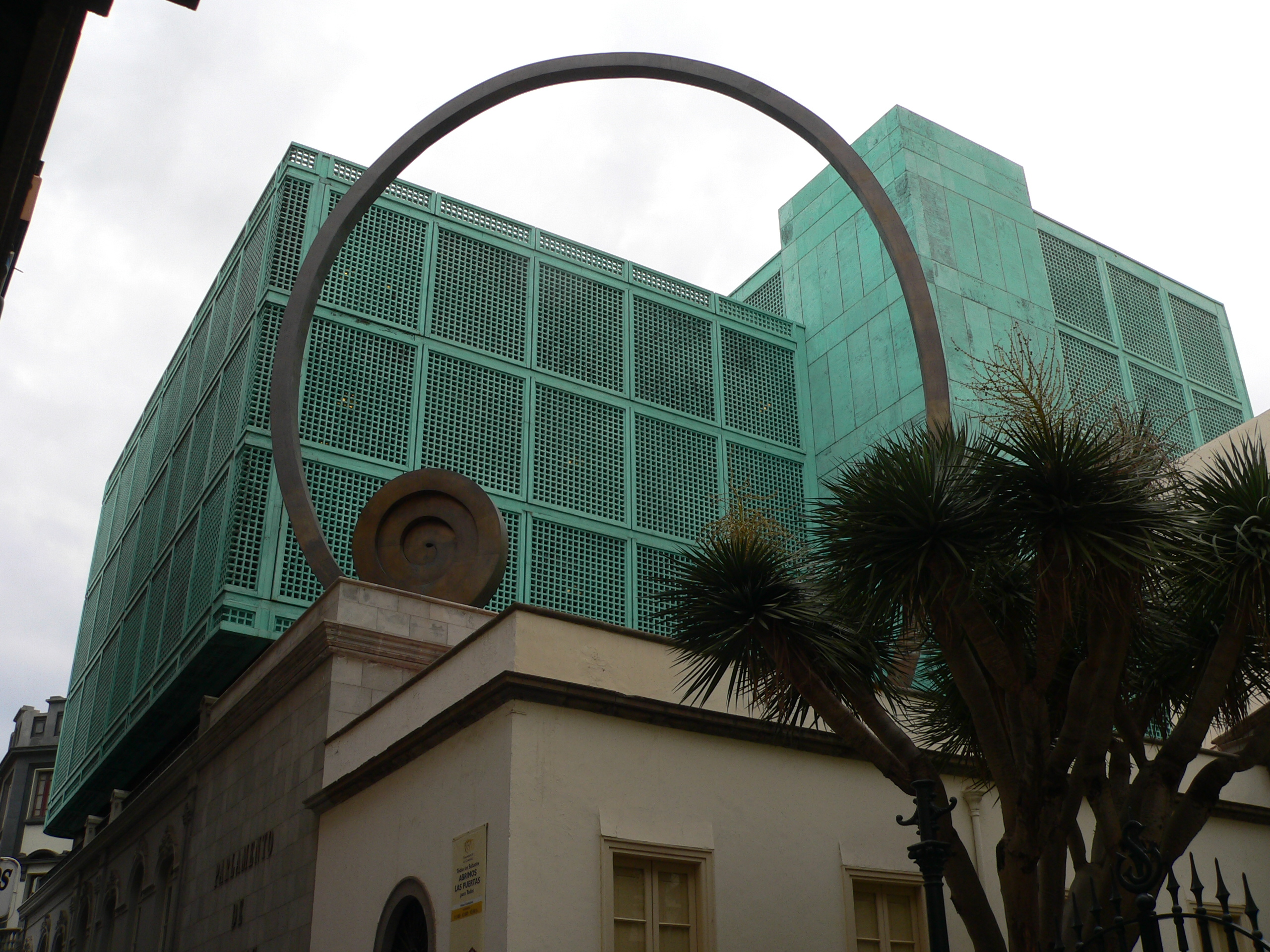
Edifici del Parlament de Canàries, a Santa Cruz de Tenerife

- El Parlament de Canàries està constituït per 60 diputats canaris electes per sufragi universal per mitjà de la representació proporcional, en què llur designació està condicionada a les llistes de partit o coalició que hagin obtingut el nombre més gran de vots vàlids de llurs respectives circumscripcions electorals, o almenys el 30% dels vots vàlids emesos en la circumscripció insular o de la suma de tots els vots vàlids de totes les circumscripcions en què es van presentar, o almenys el 6% de tots els vots vàlids emesos a tota la comunitat autònoma. El Parlament exerceix la potestat legislativa de la comunitat autònoma.
- El Govern de Canàries exerceix la potestat executiva de Canàries. És integrat pel president, el vicepresident i els consellers.
- El President de Canàries és el representant de l'executiu de Canàries. És elegit pel parlament del qual ha d'obtenir el vot de confiança, i després és nomenat pel rei d'Espanya.

Els partits polítics amb presència a Canàries són:
- Coalición Canaria
- Movimiento Canarias Libre
- Nueva Canarias
- Partido Nacionalista Canario
- Frepic-Awanak
- MPAIAC
- Alternativa Popular Canaria
- Unión del Pueblo Canario
- Congrés Nacional de Canàries
- Azarug

## Economia

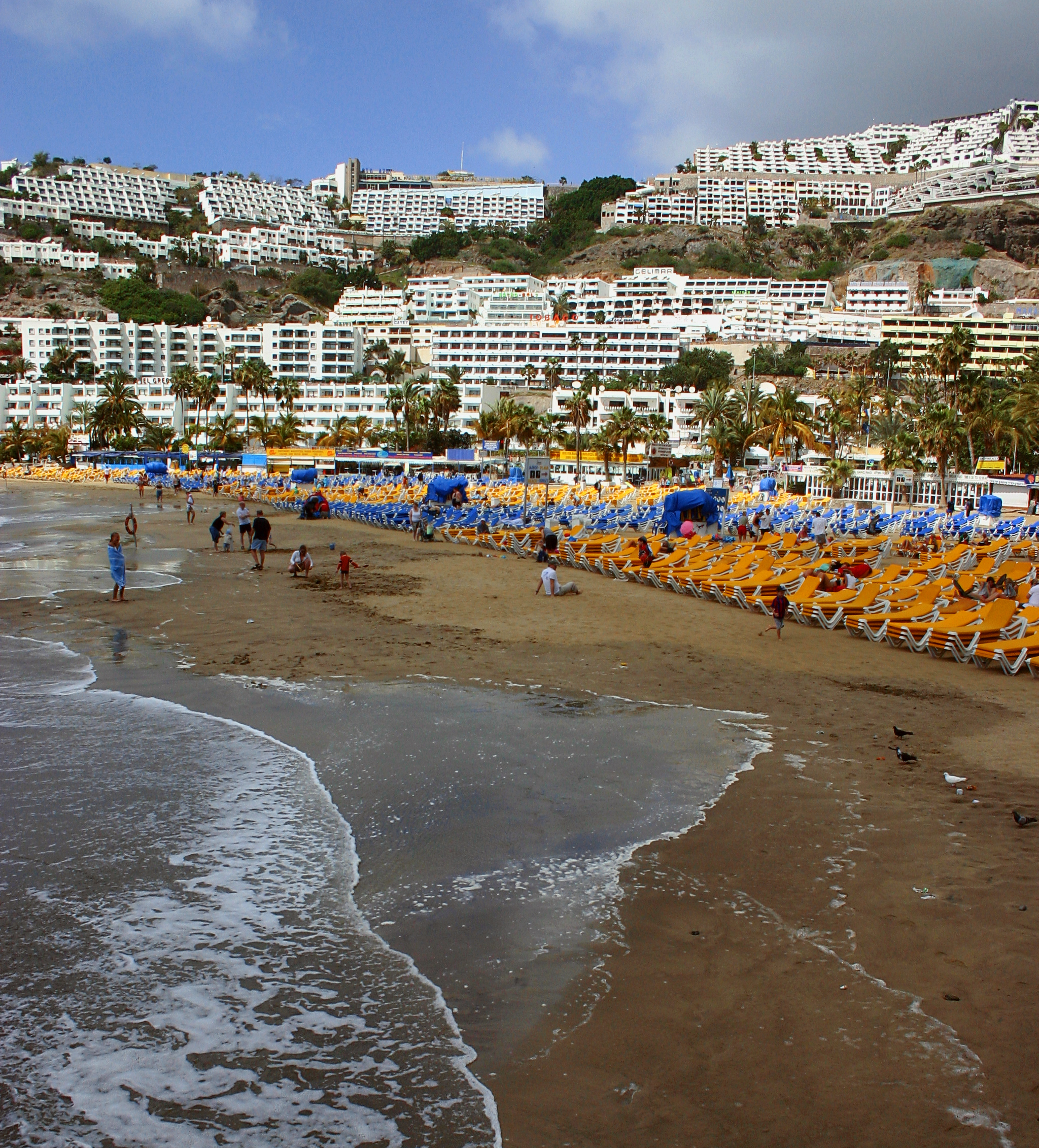
Zona turística a Gran Canària

L'economia està basada en el sector terciari (74%), principalment turisme, el que ha propiciat el desenvolupament de la construcció.
El turisme va començar en els anys 60 amb els escandinaus, després van vindre els alemanys i anglesos que formen el gruix del turisme, la temporada forta del qual és la hivernal.
La indústria és escassa, bàsicament agroalimentària, tabaquera i de refinament de petroli (la refineria de Santa Cruz de Tenerife és la més antiga d'Espanya). Després de l'ocupació del Sàhara Occidental pel Marroc, les indústries de conserves de peix van desaparèixer.
Només està conreat el 10% de la superfície, la majoria de secà (ordi, blat, vinya i papes), i de regadiu una minoria (plàtans i tomàquets), orientats al comerç amb la resta d'Espanya i la Unió Europea. Encara que en un primer moment Canàries va quedar fora de la Unió Duanera de la Comunitat Econòmica Europea, aquest règim de llibertat comercial va impossibilitar la subvenció de la producció agrícola de tomàquets i plàtans perquè no li era aplicable la Política Agrària Comuna (PAC), per això es va demanar i va obtenir el canvi a un model d'integració plena, amb l'establiment d'un arbitri a la importació de mercaderia i un IVA disminuït, l'IGIC.

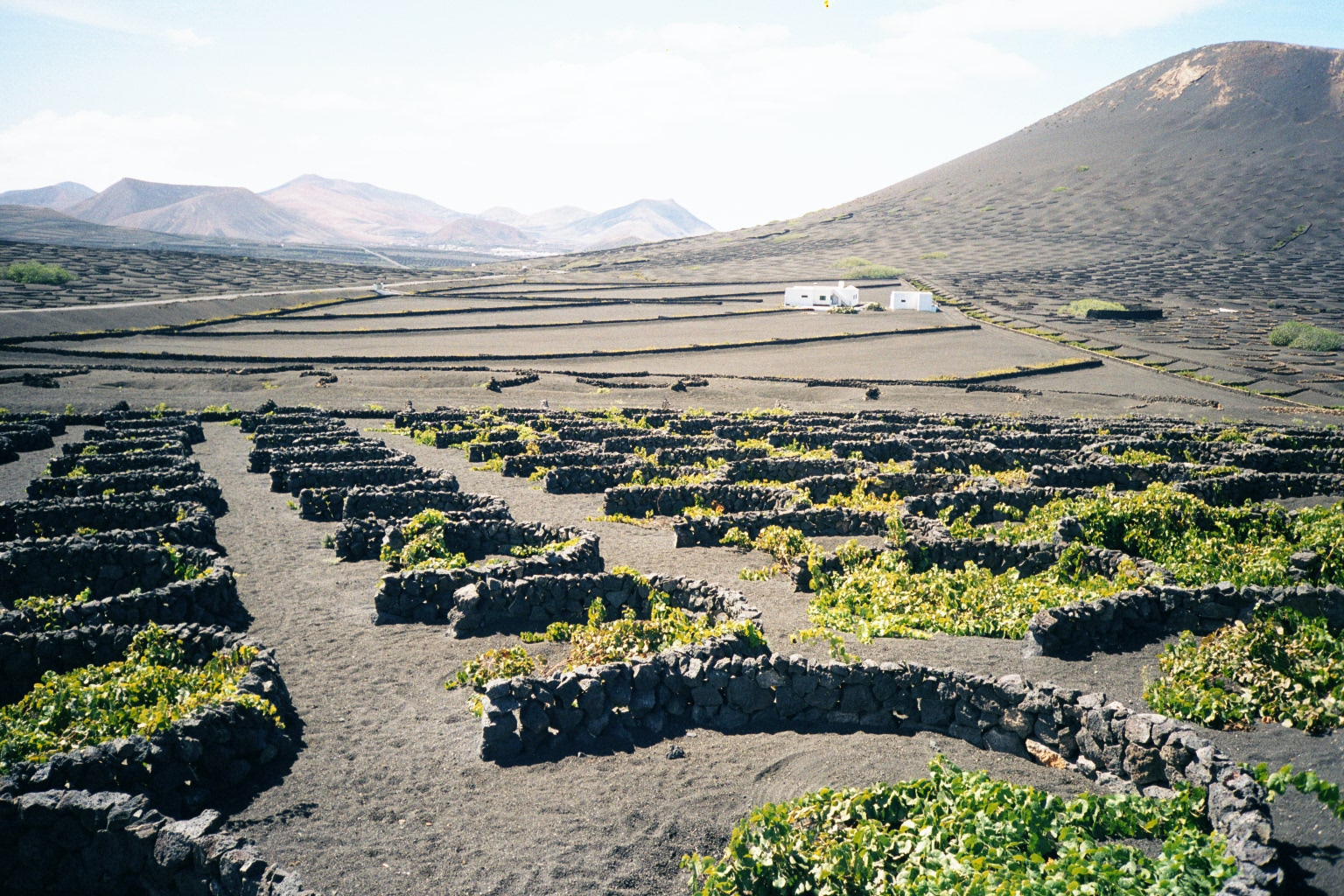
Cultius a l'illa de Lanzarote

Entre les especificacions fiscals de Canàries hi ha la Reserva per a Inversions a Canàries (RIC), que disminueix de la base imposable de l'Impost de societats (IS) fins al 90% del benefici no distribuït (80% en el cas de professionals que han de tributar per l'Impost sobre la Renda de les Persones Físiques (IRPF) per l'import de la dotació a la reserva, que ha d'invertir-se en el termini de tres anys des de la dotació. Així mateix, existeix una zona franca, denominada Zona Especial Canària (ZEC), on les empreses implantades tributen a l'1% de l'IS.
També comença a exportar fruites tropicals (alvocats, pinyes, mangos i altres cultius d'hivernacle) i flors. La ramaderia, principalment caprina i bovina, és escassa, i ha reculat molt en les últimes dècades. Era la segona regió pesquera d'Espanya però el sector pesquer ha anat a pic després de l'ocupació del Sàhara pel Marroc i de les dures condicions per a pescar en les aigües saharauis.
El sector de la construcció ha aportat un gran creixement fins a la crisi financera global del 2007-2012, quan representava el 10,84% del PIB, i va baixar fins al 4,76% el 2022. L'escassetat d'àrids a les illes és un fre al creixement.

### Estadístiques de turisme
El 2023, 13,9 milions de turistes van visitar les illes principals, representant el 40% dels llocs de treball.
Nombre de turistes que van visitar Canàries en 2016, per illa de destinació:
- Tenerife - 4.885.900
- Gran Canària - 3.654.800
- Lanzarote - 2.328.700
- Fuerteventura - 1.914.100
- La Palma - 221.500
- La Gomera i El Hierro - 109.300

## Demografia

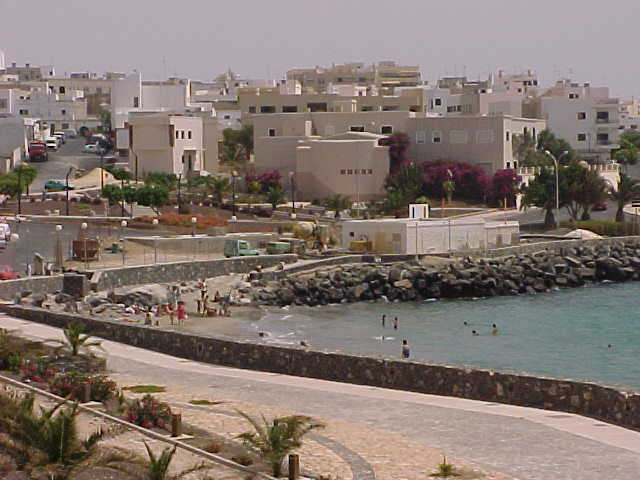
Puerto del Rosario, capital de Fuerteventura

La densitat de població en les illes és de 278,8 hab/km², xifra més de tres vegades superior a la mitjana estatal. Gran Canària i Tenerife alberguen més del 80% de la població total de l'arxipèlag. Hi ha hagut històricament una forta migració interior des de les illes menys poblades a les capitalines, així com altra exterior en direcció a Amèrica (sobretot a Cuba, Puerto Rico i Veneçuela). La població és en la seua pràctica totalitat de raça blanca o caucàsica.
Malgrat el fort creixement de la natalitat registrat en la dècada de 1960, que va dibuixar una piràmide poblacional molt jove en els anys 80 (la població menor de 30 anys s'acostava llavors a la meitat de la població total), les menors taxes de fecunditat en els últims anys assenyalen un procés d'envelliment. L'auge de la immigració compensa parcialment aquest fenomen, les Canàries atreuen  molts treballadors de serveis i de la construcció d'altres comunitats autònomes d'Espanya, així com nordeuropeus jubilats que s'hi estableixen tot l'any o només en el període hivernal, llatinoamericans (provinents en la seua majoria de Colòmbia, Cuba, Veneçuela i l'Argentina), marroquines i persones de l'Àfrica subsahariana.
Segons el cens de gener de 2015, la població de Canàries ascendeix a 	2.100.306 habitants. En la província de Las Palmas hi ha 1.098.406 persones; en la de Santa Cruz de Tenerife, 1.001.900. La densitat poblacional en ambdues províncies és; 301,83 a Santa Cruz de Tenerife i 266,06 a Las Palmas. El municipi amb major nombre d'habitants és Las Palmas de Gran Canària (381.123 habitants), seguit de Santa Cruz de Tenerife (221.956), San Cristóbal de La Laguna (148.375) i Telde (99.201).

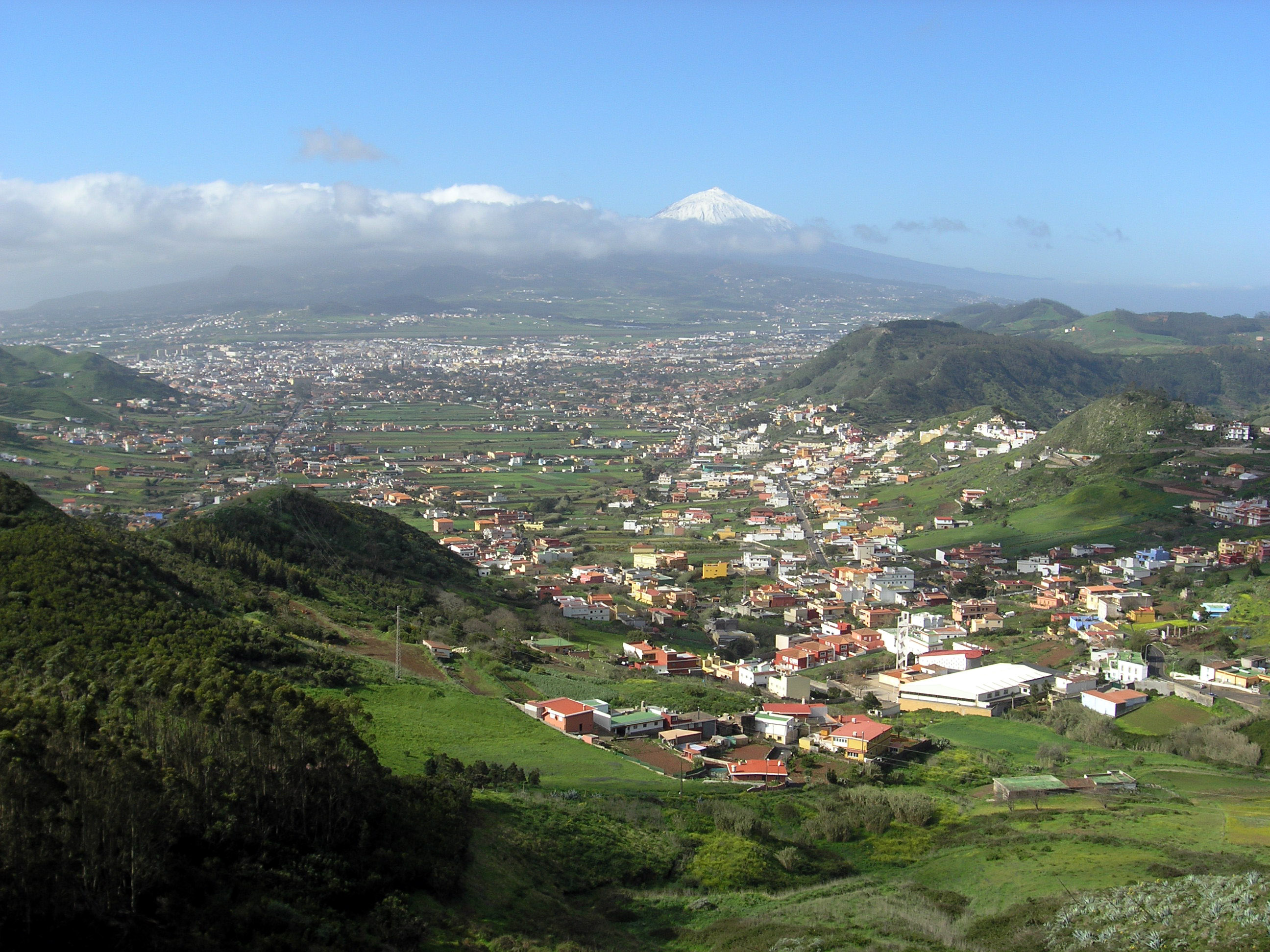
San Cristóbal de La Laguna (Tenerife)

### Població per illes
Segons dades de l'INE a data de gener de 2017
- Tenerife - 888.111
- Gran Canària - 847.830
- Lanzarote - 142.551
- Fuerteventura - 107.367
- La Palma - 82.346
- La Gomera - 20.783
- El Hierro - 10.587
- La Graciosa - 658

## Festivitats

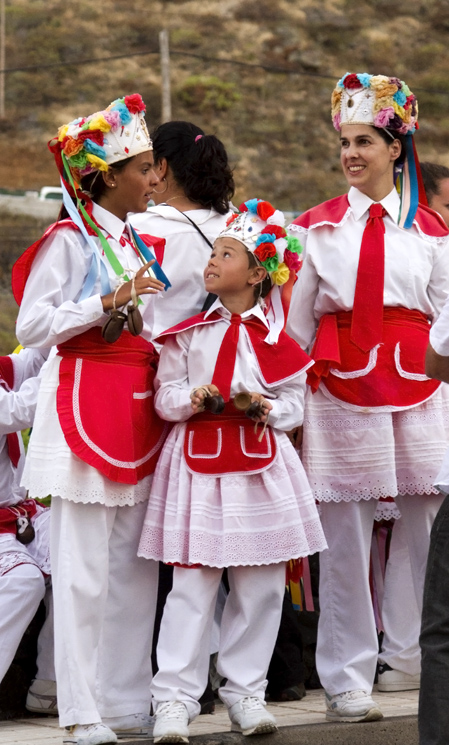
Ballarins amb vestit típic a El Hierro.

El dia oficial de la Comunitat Autònoma és el Dia de Canàries el 30 de maig. Aquest és l'aniversari de la primera sessió del Parlament de Canàries, amb seu en Santa Cruz de Tenerife, el 30 de maig de 1983.
El calendari comú de festivitats a les illes Canàries és el següent:
- 1 de gener: Dia d'Any Nou.
- 6 de gener: Dia de l'Epifania.
- Març o abril: Dijous Sant i Divendres Sant.
- 1 de maig: Dia del Treball.
- 30 de maig: Dia de Canàries.
- 15 d'agost: Assumpció de la Mare de Déu. Aquest dia és festiu a l'arxipèlag com a tot l'estat. Popularment, a les illes Canàries, és conegut com el dia en què se celebra nostra Senyora de la Candelaria (Patrona de les illes Canàries).[12][13]
- 12 d'octubre: Commemoració del descobriment d'Amèrica.
- 1 de novembre: Dia de Tots Sants.
- 6 de desembre: Dia de la Constitució Espanyola.
- 8 de desembre: Immaculada Concepció.
- 25 de desembre: Nadal.

A més, cadascuna de les illes té les seves pròpies festivitats. Aquestes són les festivitats dels sants patrons de cada illa:
- 2 de febrer: a Tenerife. La nostra Senyora de la Candelaria.
- 5 d'agost: a La Palma. La nostra Senyora de les Neus.
- 8 de setembre: a Gran Canària. La nostra Senyora del Pi.
- 15 de setembre: a Lanzarote. La nostra Senyora dels Dolors.
- Tercer dissabte de setembre: a Fuerteventura. La nostra Senyora de la Penya.
- 24 de setembre: a El Hierro. La nostra Senyora dels Reis.
- Dilluns següent al primer dissabte d'octubre: a La Gomera. La nostra Senyora de Guadalupe.

La festivitat més famoses i internacionals de l'arxipèlag és el carnaval. El carnaval se celebra a totes les illes i tots els seus municipis, però els dos més freqüentats són els de les dues capitals de les illes Canàries; el Carnaval de Santa Cruz de Tenerife i el Carnaval de Las Palmas de Gran Canària.

## Vegeu també

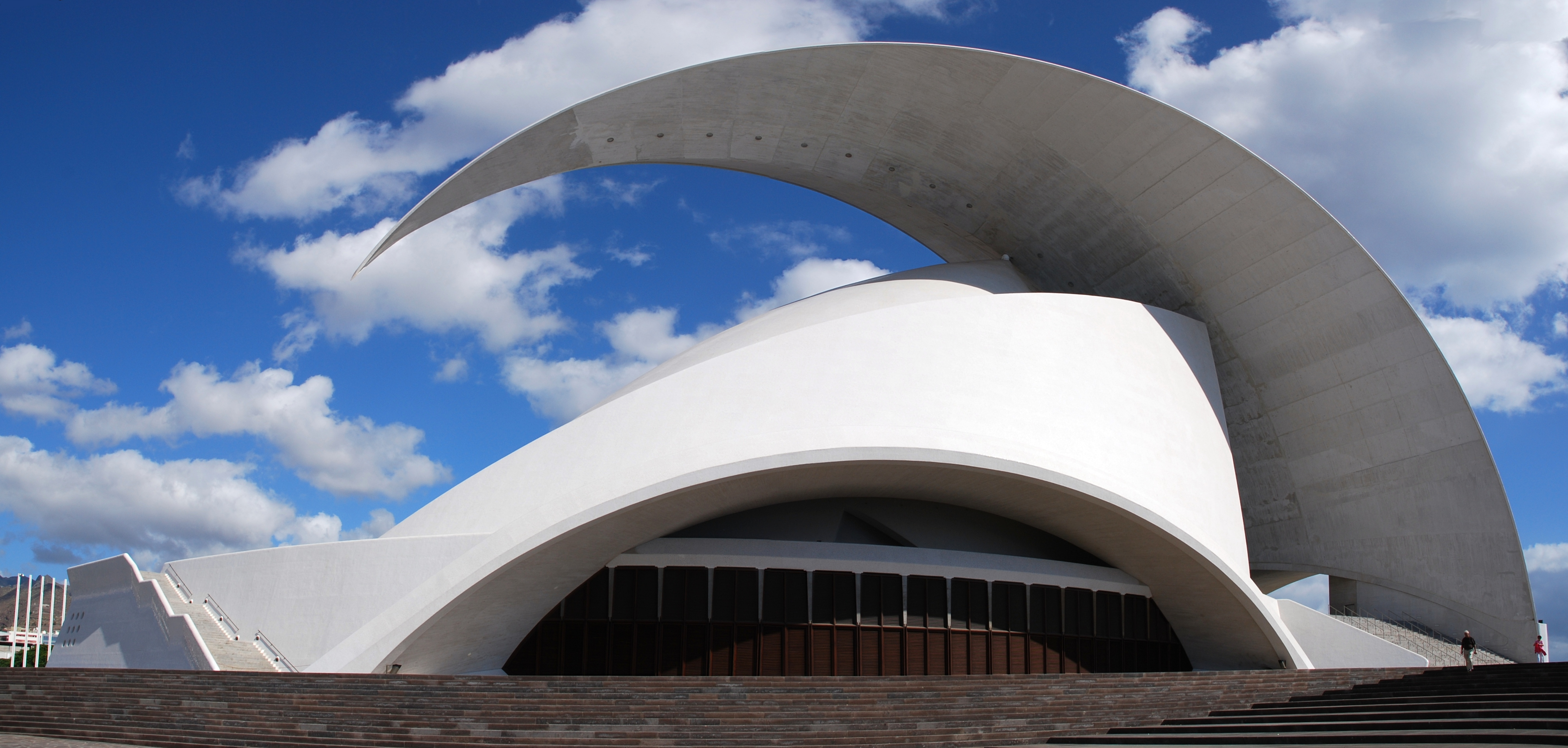
Auditori a Santa Cruz de Tenerife per l'arquitecte Santiago Calatrava.